# Aspidytidae
Aspidytidae – rodzina chrząszczy drapieżnych (Adephaga) utworzona w 2002 roku na podstawie badania chrząszczy różniących się znacznie od wszystkich współcześnie występujących rodzin. Budową przypominają znane jedynie z zapisu kopalnego jury i kredy  †Liadytidae. Typem nomenklatorycznym nowej rodziny jest rodzaj Aspidytes, a jego gatunkiem typowym Aspidytes niobe opisany z Afryki Południowej, choć pierwsze okazy – zaliczone do pokrewnego gatunku Aspidytes wrasei – odkryto wcześniej na terenie Chin. Nazwa rodziny wywodzi się od greckich słów aspis (tarcza) i dytes (nurek). Jest to pierwsza od 1853 roku nowo opisana rodzina chrząszczy. Ostatnią była Amphizoidae opisana przez LeConte. 
Aspidytidae diagnozowane są na podstawie wzniesionej środkowej części bioder zatułowia, bardzo krótkiego pedicellus (drugi człon czułka, nóżka czułka) otoczonego trzonkiem (scapus), występującego poprzecznego szwu oraz brakiem włosów pływnych na nogach.
Analiza filogenetyczna danych molekularnych i morfologicznych wskazuje na to, że Aspidytidae są taksonem siostrzanym dla Dytiscidae i Hygrobiidae. 

## Systematyka
Aspidytes Ribera et al., 2002
- Aspidytes niobe Ribera et al., 2002
- Aspidytes wrasei Balke et al., 2003